# Bartlewo (Koejavië-Pommeren)
Bartlewo is een plaats in het Poolse district  Chełmiński, woiwodschap Koejavië-Pommeren. De plaats maakt deel uit van de gemeente Lisewo en telt 280 inwoners.